# Johan Coenraad van Hasselt

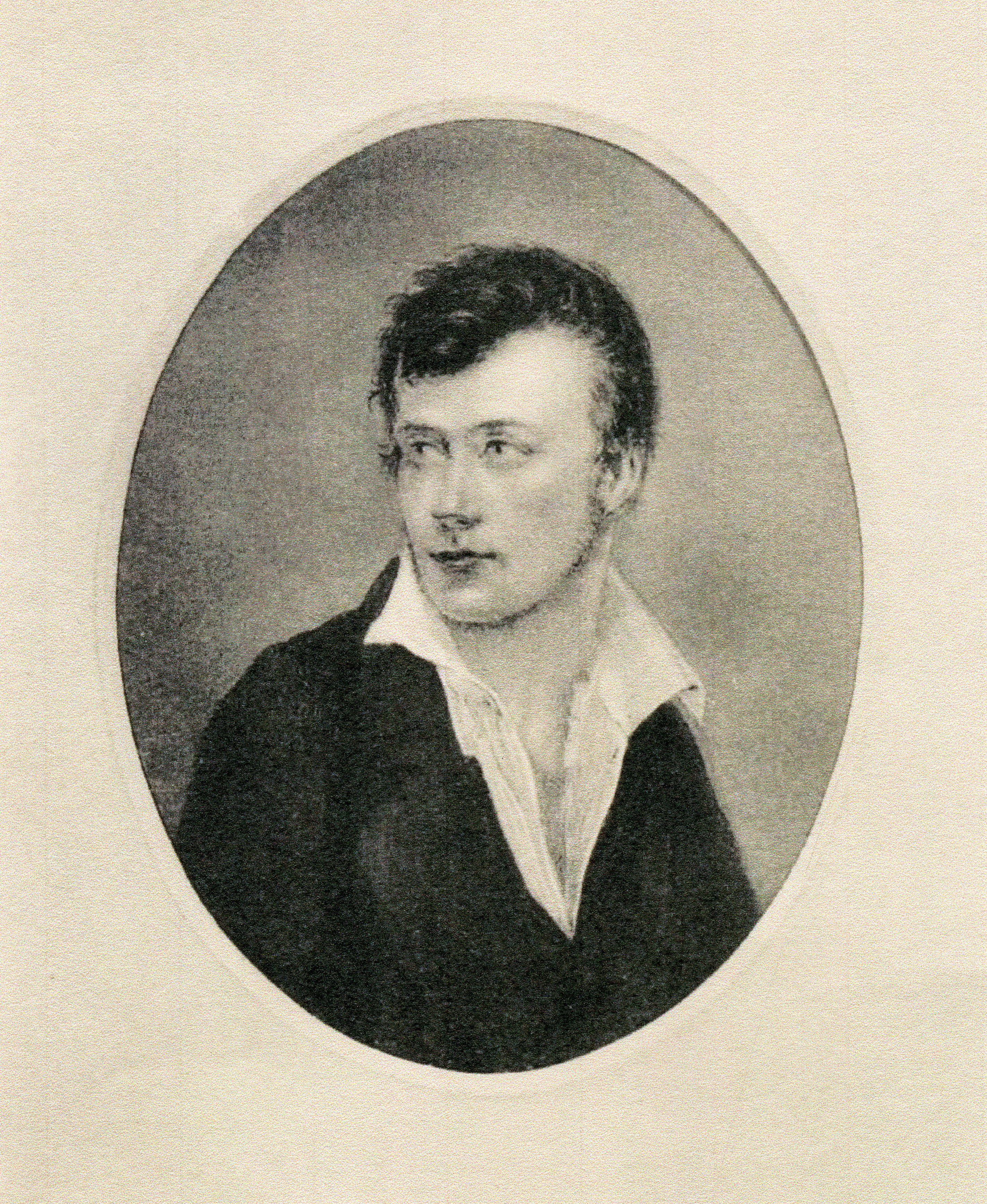
Johan Coenraad van Hasselt

Johan Coenraad van Hasselt (* 24. Juni 1797 in Doesburg; † 8. September 1823 in Buitenzorg, heute Bogor) war ein niederländischer Arzt und Naturforscher. Sein offizielles botanisches Autorenkürzel lautet „Hasselt.“

## Leben und Wirken
Johan Coenraad van Hasselt war der Sohn des Doesburger Bürgermeisters Barthold van Hasselt (1741–1819) und der Bernardina Antonia geb. Rasch (1767–1849). Von seinen sieben Geschwistern, vier Schwestern und zwei Brüder, wurde er als fünftes geboren. Er war nie verheiratet und hinterließ auch keine Kinder.
Nach dem Besuch der Lateinischen Schule in seiner Heimatstadt studierte van Hasselt ab 1816 Medizin an der Reichsuniversität Groningen. Um seiner großen Vorliebe für die Naturkunde gerecht zu werden, erhielt er durch den Groninger Professor Theodorus van Swinderen (1784–1851) außerhalb seines Studiums Unterricht in Naturgeschichte. Hierbei lernte er den deutschen Zoologen Heinrich Kuhl kennen, mit dem ihn eine lebenslange Freundschaft verband. Zur Verbesserung ihrer naturwissenschaftlichen Kenntnisse unternahmen sie während ihrer Semesterferien Reisen durch Deutschland und Frankreich. So traf van Hasselt in Berlin mit Martin Hinrich Lichtenstein zusammen, der ihm bei seinen anatomischen Studien eine Stütze war. Ende 1819 weilte er mit Kuhl für mehrere Monate in Paris, wo sie mit Alexander von Humboldt und Georges Cuvier zusammentrafen. Im Mai des folgenden Jahres beendete van Hasselt sein Studium mit dem Doktor in Medizin.
Am 2. Mai 1820 gründete sich die Natuurkundige Commissie voor Nederlandsch-Indië zur Erforschung der niederländischen Kolonien am Ostindischen Archipel. Als Arzt und Naturkundler ergänzte van Hasselt dieses vierköpfige Forscherteam, das neben dem delegierenden Kuhl noch aus dem Taxidermisten Gerrit van Raalten und dem Maler Gerrit Laurens Keultjes bestand. Im Dezember 1820 erreichten sie nach einer sechsmonatigen Seereise mit dem Schiff Nordloh die Insel Java. Sofort nach ihrer Ankunft begannen sie mit ihrer Forschungsarbeit, zunächst in der näheren Umgebung von Buitenzorg. Später führten sie auch Sammeltätigkeiten an den Hängen der Vulkane Salak und Pangrango durch. Im September 1821 erkrankten Kuhl und Keultjes schwer und verstarben kurz darauf.
Nach der Trauer um seinen verstorbenen Freund führte van Hasselt zusammen mit van Raalten die Forschungsarbeit weiter. Anfang 1822 erkundeten sie die Küste von Batavia und ab August die Westküste Javas bei Anjer. Für die Erkundung der bis dahin noch weitestgehend unbekannten Provinz Bantam wurde van Hasselt 1823 aufgrund der Erkrankung von van Raalten durch die beiden Zeichner Jannes Theodorus Bik (1796–1875) und Antoine Maurevert unterstützt. Während dieser Exkursion erkrankte van Hasselt so schwer an der Ruhr, dass er nur noch in einem Tragestuhl transportfähig war. Die Expedition musste abgebrochen werden und Bik trug van Hasselt von Bantam zurück nach Buitenzorg, wo er zwei Tage später am 8. September völlig entkräftet starb. Begraben wurde er neben seinem Freund Heinrich Kuhl im Botanischen Garten, unweit des Sommerpalastes des Generalgouverneurs von Java.

## Wissenschaftliche Bedeutung

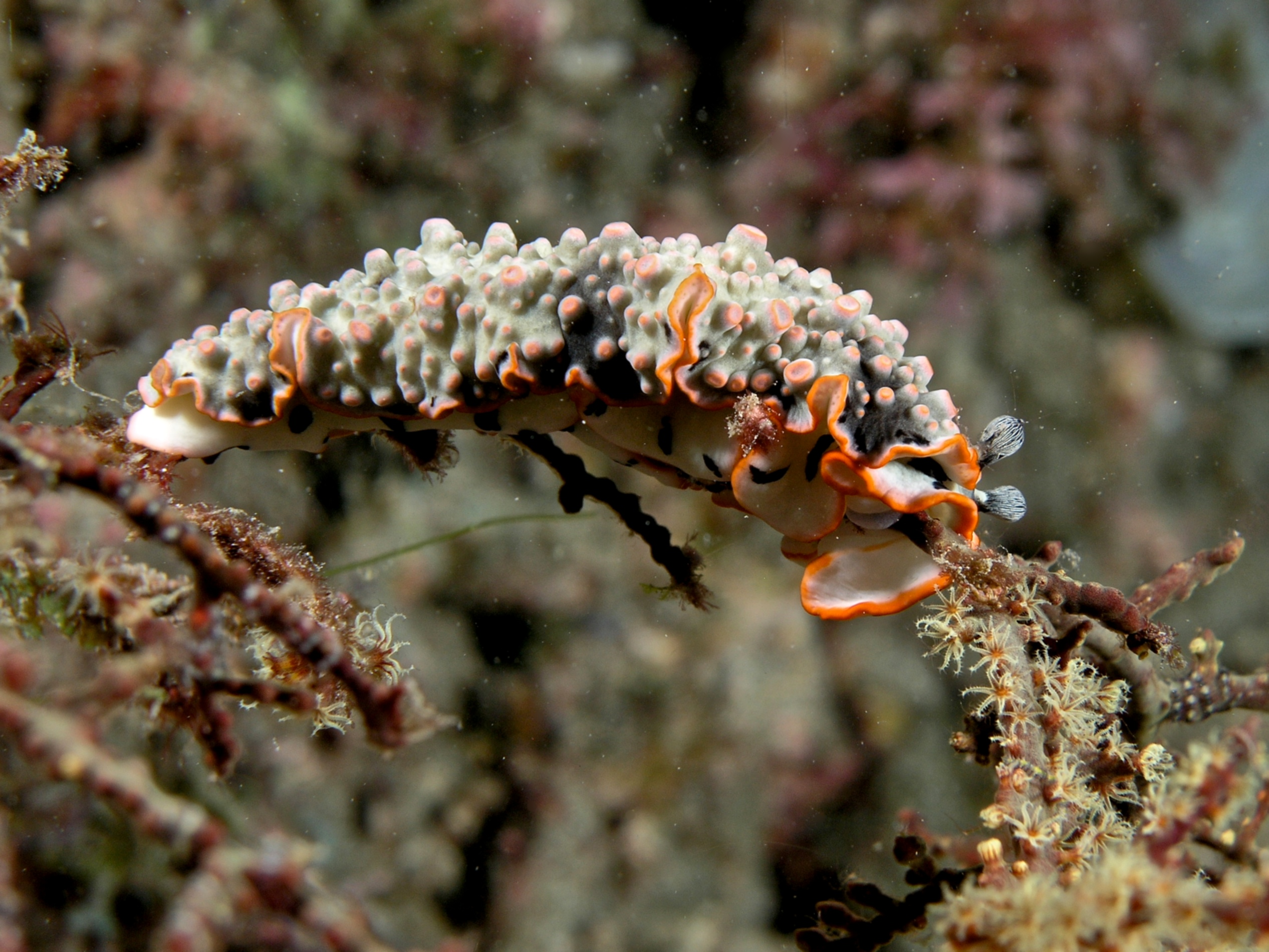
Gattung der Furchenschnecken Dermatobranchus (van Hasselt, 1824)

Die von van Hasselt und seinen Begleitern in Java gesammelten Materialien bestanden aus 200 Skeletten und 200 Fellen von 65 Säugetierarten, 2000 Vogelbälgen, 1400 Fischen von 420 Arten und 300 Amphibien und Reptilien von 90 Arten. Dazu viele bereits begonnene Manuskripte und insgesamt 1200 Tier- und Pflanzenzeichnungen. Die gesammelten Tiere bildeten seinerzeit eine wichtige Grundlage der zoologischen Sammlung des Leidener Naturkundemuseums (Rijksmuseum van Natuurlijke Historie), heute Naturalis. Wie Kuhl auch war van Hasselt nicht mehr in der Lage sein gesammeltes Material selbst zu bearbeiten. Die Beschreibung der Wirbeltiere übernahmen Heinrich Boie, Georges Cuvier und Achille Valenciennes. Mit dem deutschen Botaniker Carl Ludwig Blume wollte van Hasselt die in Java entdeckten Orchideen beschreiben, aber auch dazu kam es nicht mehr.
Die mit Kuhl 1820 verfasste Schrift Beiträge zur Zoologie und vergleichenden Anatomie sorgte für wissenschaftliche Anerkennung. Seine in Briefen verfassten Forschungsberichte aus Java wurden teilweise posthum in der naturwissenschaftlichen Fachzeitschrift Algemeene Konst- en Letter-Bode (Haarlem, 1788–1859) veröffentlicht. Eine Reihe der dort neu beschriebenen Fisch- und Molluskenarten besitzen heute noch ihre Gültigkeit.

## Ehrungen

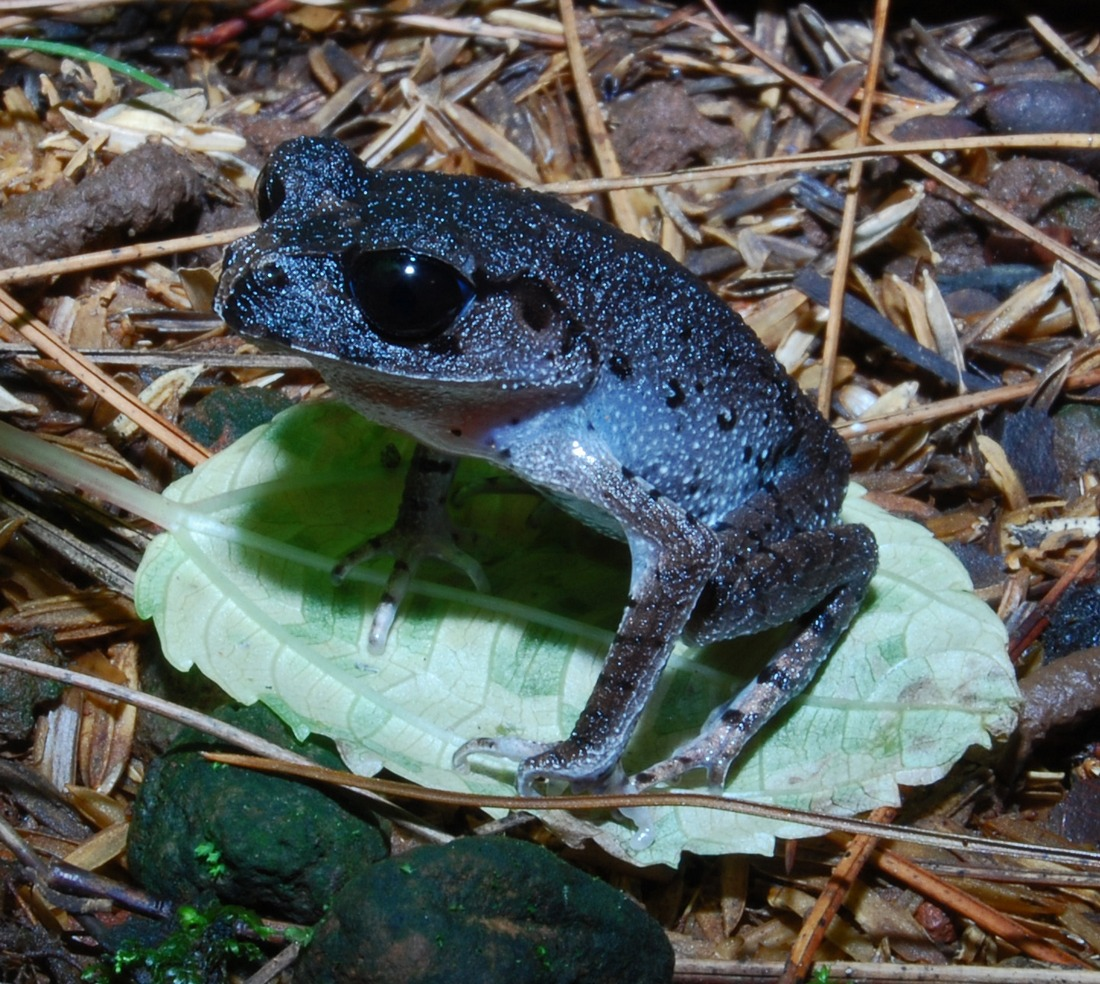
Asiatischer Krötenfrosch Leptobrachium hasselti Tschudi, 1838

Zu der Reihe von Tier- und Pflanzenarten, welche zu Ehren Johan Coenraad van Hasselts benannt wurden, gehören beispielsweise:
- Indonesischer Bambushai Chiloscyllium hasselti (Bleeker, 1852)
- Van Hasselts Fledermaus Myotis hasseltii (Temminck, 1840)
- Van Hasselts Dornspinne Gasteracantha hasseltii (Koch, 1838)[12]
- Orchideengattung Kuhlhasseltia Smith, 1910. Der Gattungsname ehrt Johan Coenraad van Hasselt und Heinrich Kuhl.[13]
- Hasseltia Kunth, eine Gattung aus der Familie der Weidengewächse (Salicaceae), 1825.[13]

## Wichtigste Veröffentlichungen von Johan Coenraad van Hasselt
1818: IOANNIS CONRADI VAN HASSELT: med. stud. in Academia Groningana, Responsum ad quaestionem, ab ordine disciplinarum mathematicarum et physicarum propositam… Annales Academiae Groninganae 1816–1817, Jan Oomkens, Groningen, S. 126–166. Digitalisat – Internet Archive
1820 Dissertatio medico-anatomical observation of metamorphosi inauguralis exhibens quarumdam partium Ranae temporariae. Jan Oomkens, Groningen, 51 S. (Volltext in der Google-Buchsuche)
Kuhl & van Hasselt 1820: Beiträge zur Zoologie und vergleichenden Anatomie. Zweite Abtheilung. Beiträge zur vergleichenden Anatomie. Verlag der Hermannschen Buchhandlung, Frankfurt/Main, 212 S. 11 Taf. (Digitalisat)

### Biographische Literatur
- Maurist Greshoff: Kuhl en van Hasselt. Eene periode in het Nederlandsch-Indisch Natuuronderzoek. Album der Natuur, Haarlem 1903, S. 1–22 u. 60–88. Digitalisat
- Thomas Hildenhagen: Heinrich Kuhl – Das Leben eines fast vergessenen Naturforschers aus Hanau. Neues Magazin für Hanauische Geschichte, HGV 2013, S. 110–214.
- Charles Klaver: Inseparable friends in life and death. Barkhuis, Groningen 2007, 105 S. Digitalisat
- Marius Jacob Sirks: Indisch Natuuronderzoek. Academisch Proefschrift, Ellerman, Harms & Co., Amsterdam 1915, S. 97–108. Digitalisat
- Maria Johanna van Steenis-Kruseman: Flora Malesiana. Cornelis G. G. J. van Steenis (Hrsg.), Nordhoff-Kolff N. V., Djakarta (Jakarta) 1950, Ser. 1 (1), S. 218–219. Digitalisat
- Theodorus van Swinderen: "Bijdragen tot eene schets van het leven, het karakter en de verdiensten van Dr.J.C. van Hasselt." Jan Oomkes, Groningen 1824, 67 S.
- Theodorus van Swinderen: "Levensschets van Johan Coenraad van Hasselt." Algemeene Konst- en Letter-Bode, Adriaan Loosjes, Haarlem 1825, Bd. 1, S. 198ff. Digitalisat

### Weitere Literatur
- Bo Beolens, Michael Watkins & Michael Grayson: The Eponym Dictionary of Mammals. Johns Hopkins University Press, Baltimore 2009, S. 180. Digitalisat
- Jannes Theodorus Bik: Aanteekeningen op eene reis door het westelijk dedeelte van de residentie Bantam, met de heeren van Hasselt en Meaurevert in het jaar 1823. Tijdschrift voor Indische Taal-, Land- en Volkenkunde, Batavia (Jakarta) 1867, Bd. 16, 260–276. Digitalisat
- Charles Fransen, Lipke Bijdeley Holthuis & Janneke Adema (1997): Type-catalogue of the Decapod Crustacea in the collections of the Nationaal Natuurhistorisch Museum, with appendices of pre-1900 collectors and material. Zoologische Verhandelingen, Leiden 1997, 311, S. 1–344. pdf
- Cornelis G. G. J van Steenis: Flora Malesiana. Cornelis van Steenis & Willem Wilde (Hrsg.), Kluwer Acad. Pub., Dordrecht, Boston, London 1989, Ser. 1, 10(4), 748 S. Digitalisat
- Huibert Johannes Veth: Overzicht van hetgeen, in het bijzonder door Nederland, gedaan is voor de kennis der fauna van Neder landsch-Indië. Academisch Proefschrift, Leiden 1879, 204 S.